# Zilog Z8

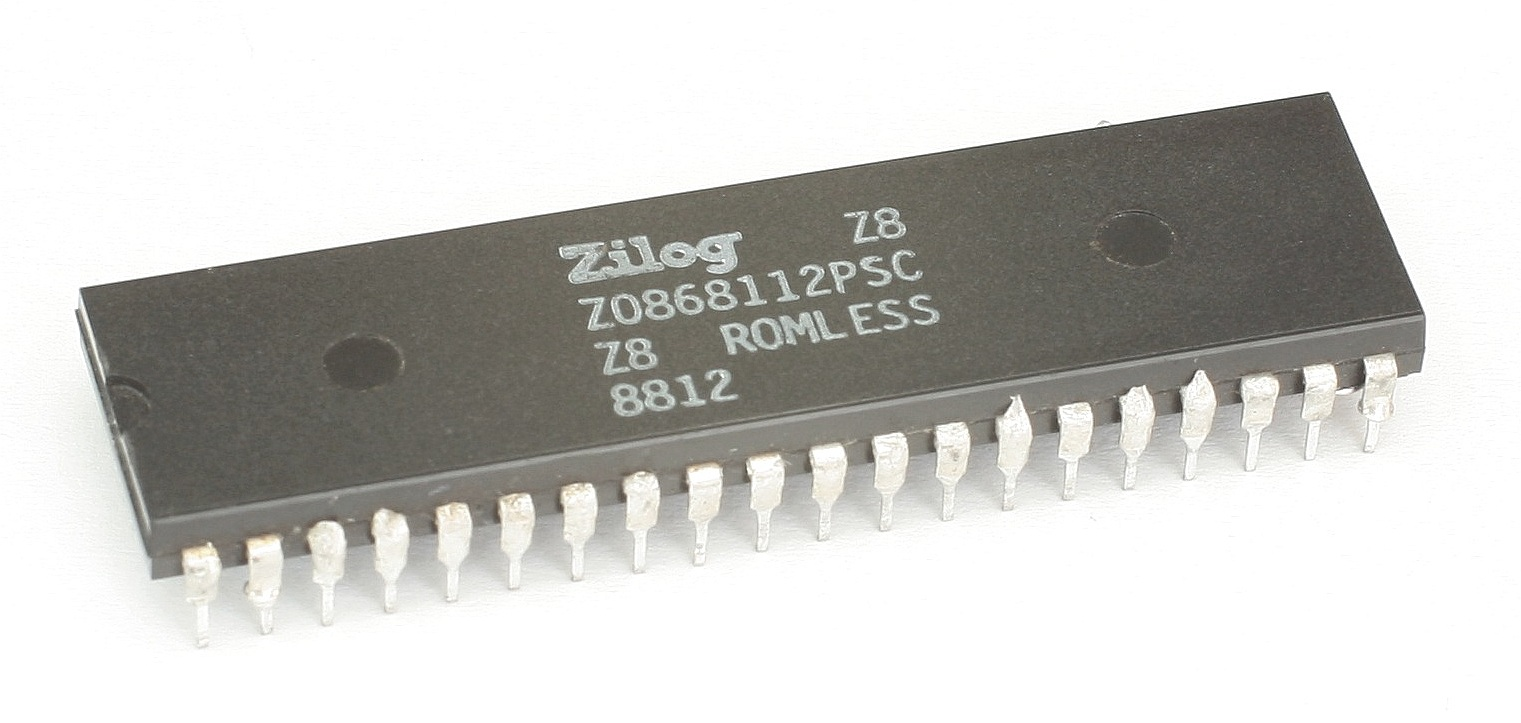

Zilog Z8, mikrokontroller från Zilog med inbyggd RAM och ROM. Z8:an är inte släkt med Z80 utan använder en helt annan arkitektur.
Zilog eZ8 är en moderniserad och effektivare (per klockcykel) variant av denna enchipskontroller.